# Wychowanie panien w Czechach
Wychowanie panien w Czechach (cz. Výchova dívek v Čechách) – czeska komedia romantyczna z 1997 roku w reżyserii Petra Kolihy, zrealizowana na podstawie powieści Michala Viewegha.

## Fabuła
Zdolny pisarz i nauczyciel Oskar Wegh zostaje zatrudniony przez bogatego biznesmena Krala, aby uczył pisania jego córkę Beatę, która po zawodzie miłosnym zamknęła się w swoim pokoju i przestała rozmawiać z domownikami. Stawka za lekcje zaproponowana przez Krala jest tak wysoka, że żona Wegha bez większych oporów godzi się na lekcje. Lekcje pisania z Beatą z czasem przerodzą się w namiętność.

## Obsada
- Anna Geislerová - Beata
- Ondřej Pavelka - Oskar Wegh
- Milan Lasica - Kral
- Kristýna Nováková - Agáta
- Jan Kačer - nauczyciel
- Alois Švehlík - dyrektor szkoły

## Produkcja
Zdjęcia kręcono w następujących lokacjach: Raspenava w kraju libereckim (willa milionera); Hřiměždice w kraju środkowoczeskim (kamieniołom); miasto Umag w Chorwacji (żupania istryjska).